# The New Power of Buenos Ares
The New Power of Buenos Ares – drugi album zespołu Buenos Ares wydany przez wytwórnię Green Star wiosną 1998 roku.

## Lista utworów
Opracowano na podstawie materiału źródłowego.
1. „New Power of Buenos Ares” – 3:16
2. „Jak ona” – 4:44
3. „Czekoladowy sen” – 3:57
4. „Niebo” – 4:32
5. „Z nami śpiewaj” – 4:31
6. „Więcej chcę” – 4:30
7. „Co czeka nas” – 3:55
8. „Prelludium” – 5:16
9. „Duże dzieci” – 3:17
10. „Niebo” (dp remix) – 4:18
11. „Wszystko co kochasz” (utwór dodatkowy) – 5:11
12. „Prelludium” (Instrumental mix) (utwór dodatkowy) – 5:16

Wydana równolegle kaseta magnetofonowa (GS 060) nie zawierała dwóch ostatnich utworów dodatkowych.